# Bilovej, Rozivka
Bilovej (în ucraineană Біловеж) este un sat în comuna Vîșniuvate din raionul Rozivka, regiunea Zaporijjea, Ucraina.

## Demografie
Componența lingvistică a localității Bilovej
     Ucraineană (86,36%)
     Rusă (13,64%)
Conform recensământului din 2001, majoritatea populației localității Bilovej era vorbitoare de ucraineană (86,36%), existând în minoritate și vorbitori de rusă (13,64%).